# Wiktor Wiktorowitsch Schaitar

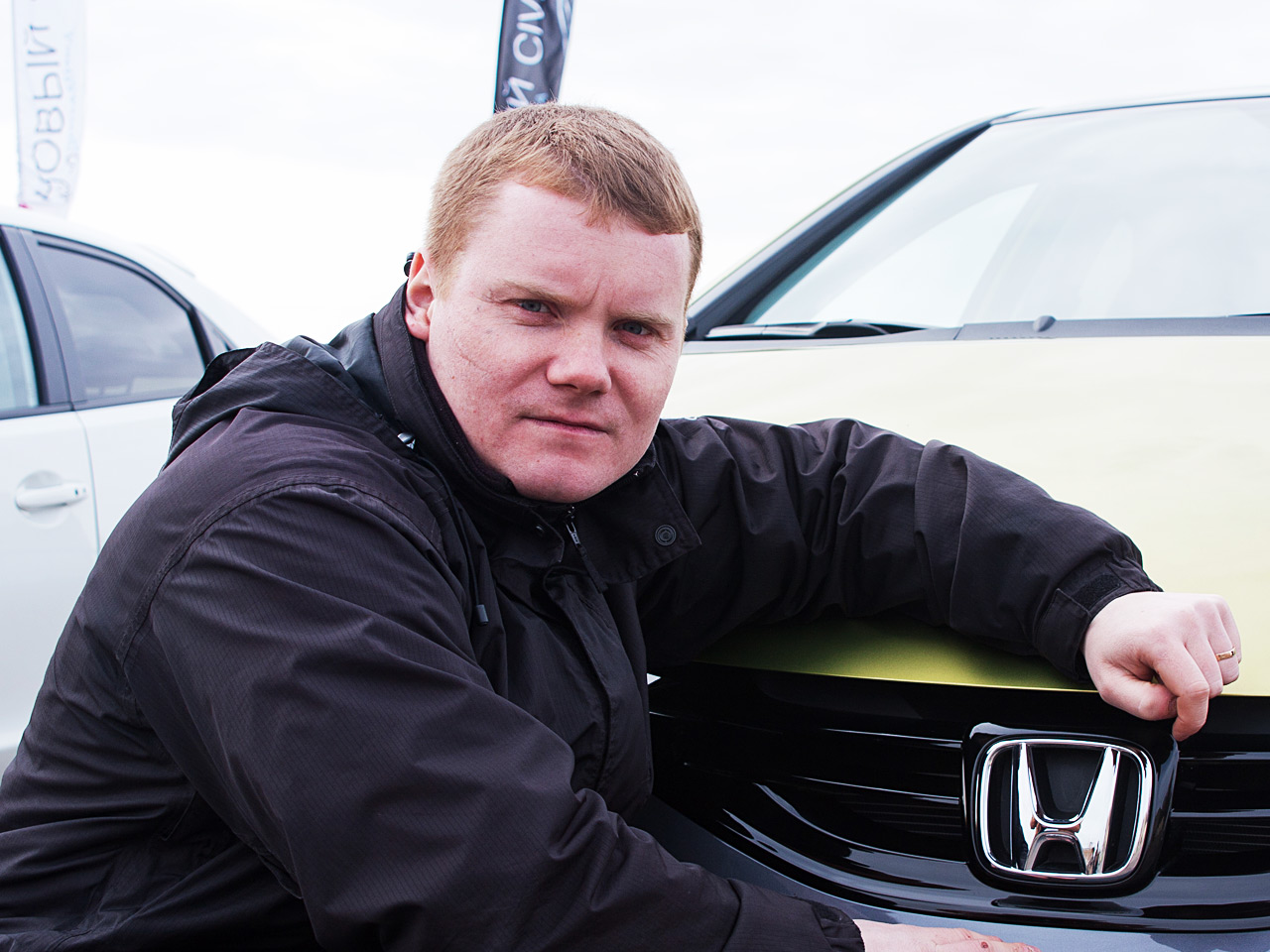
Wiktor Schaitar 2012

Wiktor Wiktorowitsch Schaitar (russisch Виктор Викторович Шайтар, englische Transkription Victor Shaitar; * 13. Februar 1983 in Moskau) ist ein russischer Autorennfahrer.

## Karriere im Motorsport
Wiktor Schaitar begann seine Karriere im russischen Monopostosport. 2002 gewann er die Gesamtwertung der Russischen Formel-1600-Meisterschaft. Bis 2007, als er Vizemeister wurde, blieb er Teilnehmer dieser Meisterschaft. 2008 wechselte er in die Formel 3 und ging in der russischen und finnischen Meisterschaft an den Start. Bis 2012 bestritt er Monopostorennen, unter anderem in Georgien.
2013 folgte der erfolgreiche Wechsel in der GT- und Sportwagensport. Auf den Gesamtsieg der GTC-Klasse der European Le Mans Series 2013 folgte der Sieg in der GTE-Klasse dieser Serie 2014. Seinen bisher größten Erfolg feierte er in der FIA-Langstrecken-Weltmeisterschaft, wo er 2015 die Endwertung der LMGTE-Wertung für sich entscheiden konnte. Auch beim 24-Stunden-Rennen von Le Mans 2015 konnte er diese Rennklassen gewinnen. Dort profitierte er allerdings vom späten Ausfall des lange führenden Paul Dalla Lana im Aston Martin Vantage GTE.

## Statistik

### Le-Mans-Ergebnisse
| Jahr | Team       | Fahrzeug               | Teamkollege      | Teamkollege     | Platzierung             | Ausfallgrund |
| ---- | ---------- | ---------------------- | ---------------- | --------------- | ----------------------- | ------------ |
| 2014 | SMP Racing | Ferrari 458 Italia GT2 | Andrea Bertolini | Aleksey Basov   | Ausfall                 | Unfall       |
| 2015 | SMP Racing | Ferrari 458 Italia GT2 | Andrea Bertolini | Aleksey Basov   | Rang 20 und Klassensieg |              |
| 2016 | SMP Racing | BR Engineering BR01    | Vitaly Petrov    | Kirill Ladygin  | Rang 7                  |              |
| 2017 | SMP Racing | Dallara P217           | Mikhail Aleshin  | Sergei Sirotkin | Rang 33                 |              |
| 2018 | SMP Racing | Dallara P217           | Harrison Newey   | Norman Nato     | Rang 14                 |              |

### Einzelergebnisse in der FIA-Langstrecken-Weltmeisterschaft
| Saison  | Team       | Rennwagen                       | 1   | 2   | 3   | 4   | 5   | 6   | 7   | 8   | 9   |
| ------- | ---------- | ------------------------------- | --- | --- | --- | --- | --- | --- | --- | --- | --- |
| 2014    | SMP Racing | Oreca 03 Ferrari 458 Italia GT2 | SIL | SPA | LEM | AUS | FUJ | SHA | BAH | SAO |     |
| 2014    | SMP Racing | Oreca 03 Ferrari 458 Italia GT2 | DNF | 11  | DNF | DNF | 12  | 12  | 9   | DNF |     |
| 2015    | SMP Racing | Ferrari 458 Italia GT2          | SIL | SPA | LEM | NÜR | AUS | FUJ | SHA | BAH |     |
| 2015    | SMP Racing | Ferrari 458 Italia GT2          | 18  | 26  | 20  | 23  | 21  | 28  | 23  | 30  |     |
| 2016    | SMP Racing | BR Engineering BR01             | SIL | SPA | LEM | NÜR | MEX | AUS | FUJ | SHA | BAH |
| 2016    | SMP Racing | BR Engineering BR01             | 12  | 24  | 7   | 13  | DNF | 14  | 16  | 14  | 16  |
| 2017    | SMP Racing | Dallara P217                    | SIL | SPA | LEM | NÜR | MEX | AUS | FUJ | SHA | BAH |
| 2017    | SMP Racing | Dallara P217                    | 33  |     |     |     |     |     |     |     |     |
| 2018/19 | SMP Racing | Dallara P217                    | SPA | LEM | SIL | FUJ | SHA | SEB | SPA | LEM |     |
| 2018/19 | SMP Racing | Dallara P217                    | 14  |     |     |     |     |     |     |     |     |